# Natalia Sadowska

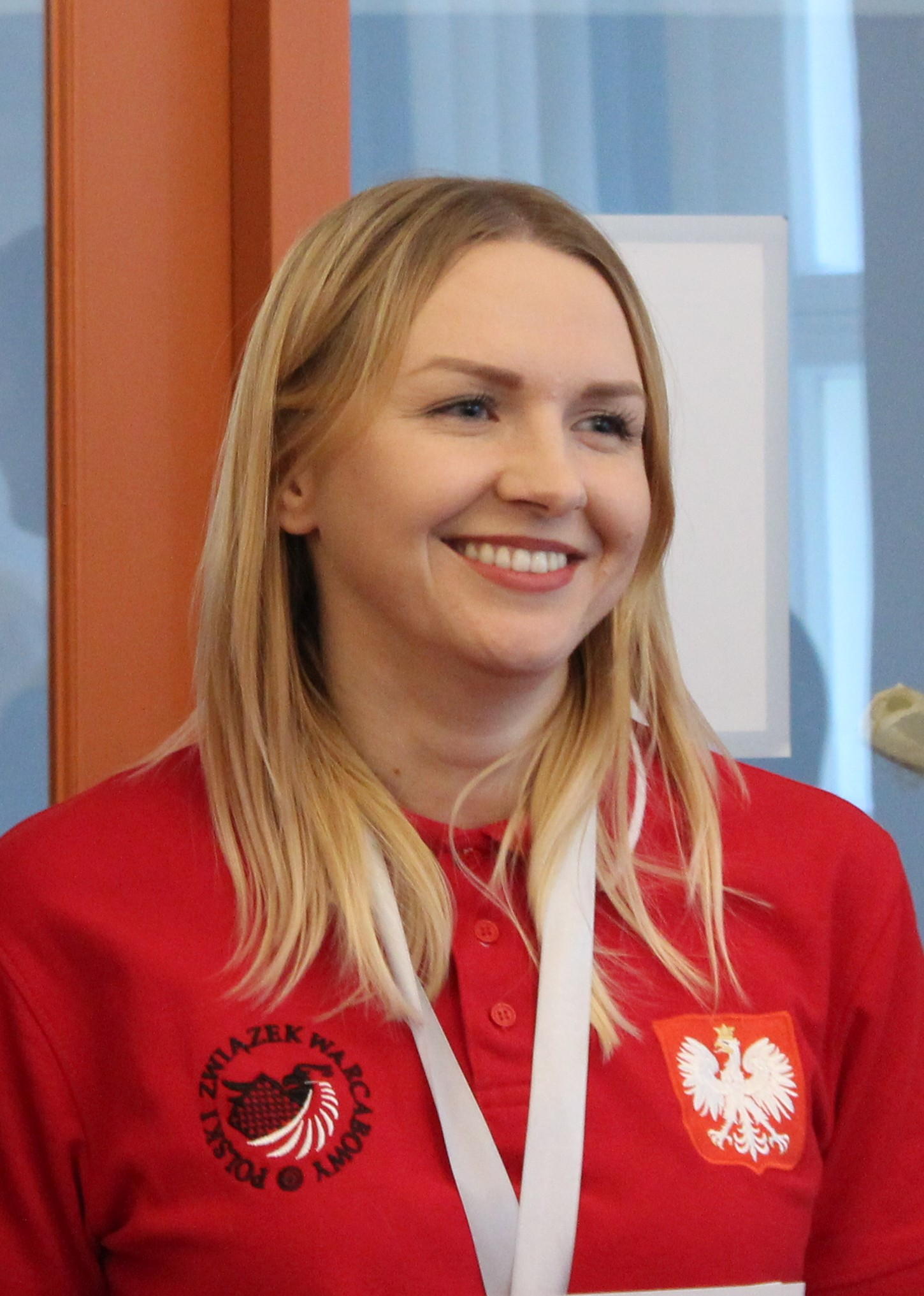

Natalia Sadowska (27 juli 1991, Mińsk Mazowiecki) is een Poolse damster die in de Nederlandse damcompetitie uitkomt voor de Hoogeveense damclub (HDC).

## Wereldkampioen bij de vrouwen
Ze werd wereldkampioen in 2016 door de WK-match tegen Olga Kamychleeva in Karpacz (Polen) met 56-28 te winnen. Na de reguliere partij van de 7e ronde was de match ten einde omdat Sadowska een onoverbrugbare voorsprong  had op Kamychleeva.
Nadat ze de wereldtitel in het Wereldkampioenschap dammen  voor vrouwen 2017 verloren had aan Zoja Golubeva, werd ze in 2018 voor de tweede keer wereldkampioen door de WK-match tegen Zoja Golubeva in Riga (Letland) met 58-50 te winnen.

## Klasseringen
| Jaar | Wereldkamp. | Europees kamp. | Pools kamp. vr. | Pools kamp. alg. |
| 2006 |             |                | 2               |                  |
| 2009 |             |                | 1               |                  |
| 2010 |             | 3              | 2               |                  |
| 2011 | 10          |                | 2               |                  |
| 2012 |             | 9              | 2               |                  |
| 2013 | 8           |                | 1               | 6                |
| 2014 |             | 9              | 1               | 5                |
| 2015 | 2           |                | 1               | 3                |
| 2016 | 1           |                |                 |                  |
| 2017 | 4           |                |                 | 2                |
| 2018 | 1           |                | 3               | 1                |